# Distretto di Bereket
Il distretto di Bereket è un distretto del Turkmenistan situato nella provincia di Balkan.